# Nicolas Storch
Nicolas Storch, chiamato anche Nicolaus o Niklas o Niclas e Stork o Storck (Zwickau, 1500 circa – Monaco, 1536), è stato un predicatore tedesco.

## Biografia
Di mestiere tessitore, si dedicò alla predicazione a seguito di presunte visioni, secondo le quali egli sarebbe stato destinato a predicare il Verbo Divino ed a combattere la corruzione della Chiesa cattolica. Egli, insieme a Thomas Dreschel e Mark Thomas Stübner, raccolse un gruppo di seguaci, noti poi come "Profeti di Zwickau", loro città natale, che ebbero inizialmente un grande seguito e che trascinarono nel loro credo anche parte della borghesia della città. Essi sostenevano la comunione dei beni, la cura dei poveri, l'espropriazione dei monasteri e delle abbazie e, all'occorrenza, la resistenza allo strapotere dei principi. Egli rifiutava inoltre il battesimo dei bambini. La loro dottrina era fortemente influenzata da quella dei moraviani, derivata a sua vota da quella dei taboriti.
Egli ebbe anche una forte influenza su Thomas Müntzer, che nel 1521 si era trattenuto a Zwickau, ove ebbe anche il sostegno di Storch. 
Il 16 marzo 1522 il locale monastero cistercense venne distrutto dagli attacchi di Storch e dei suoi seguaci. Di conseguenza il riformatore e predicatore Nikolaus Hausmann chiese l'aiuto dell'amico Martin Lutero. Tuttavia, operato un radicale mutamento nelle sue convinzioni, nel senso di un avvicinamento alle tesi della riforma luterana, Hausmann ottenne, con l'aiuto di Lutero, il concentramento di 14.000 uomini della città e dintorni e Storch, con i suoi seguaci, fu costretto a lasciare Zwickau.
Essi tentarono di portare le loro idee a Wittenberg, ove furono ascoltati dai principali collaboratori di Lutero, Nikolaus von Amsdorf, Filippo Melantone e Andrea Carlostadio (Karlstadt), che furono impressionati dalla loro conoscenza della Bibbia.
Carlostadio rinunciò addirittura alla sua qualifica di dottore per farsi portatore della fede: si faceva chiamare fratel Andrea e predicò la Buona Novella per un certo tempo alle persone ed agli studenti di Wittenberg.
La situazione divenne critica a causa di una serie di episodi di iconoclastia provocati da Carlostadio, che fecero intervenire Lutero, il quale giunse a Wittenberg il 7 marzo 1522 e respinse subito la tesi dei "profeti", attaccandoli duramente nel suo libello Wider die himmlischen Propheten (Contro i profeti celesti), incluso il suo vecchio amico Carlostadio, che il principe Federico III di Sassonia fece espellere insieme agli altri due. Storch si separò dai compagni per predicare attraverso la Germania, in particolare nella Turingia e nella Slesia. Nel 1524 soggiornò a Strasburgo. Alla fine di gennaio 1525 chiese al sindaco di Zwickau di poter tornare nella sua città natale ma il consiglio comunale respinse la sua richiesta. Subito dopo egli raggiunse Müntzer a Mühlhausen e con lui e con Heinrich Pfeiffer si mise a capo della rivolta dei contadini. Il 15 maggio 1525 la battaglia di Frankenhausen fu una disfatta per i rivoltosi: Müntzer e Pfeiffer vennero catturati, torturati e decapitati. Storch sarebbe stato gravemente ferito e deceduto poco dopo in un ospedale di Monaco di Baviera. Il suo nome compare per l'ultima volta nei verbali del consiglio comunale di Zwickau nel 1536.